# Ksawery Jaruzelski
Franciszek Ksawery Edmund Antoni Jaruzelski (ur. 1 grudnia 1882 w Jaworniku Ruskim, zm. 6 lipca 1930 w Kaczanówce) – polski ziemianin, wojskowy, agronom, poseł na Sejm Rzeczypospolitej Polskiej II kadencji (1928–1930) z listy BBWR.

## Życiorys
Ksawery Jaruzelski urodził się 1 grudnia 1882 w Jaworniku Ruskim. Był synem Józefa Benedykta Jaruzelskiego herbu Ślepowron (właściciel dóbr w Babicach nad Sanem) i Baltazary. Od 1897 (IV klasa) uczył się w C. K. Gimnazjum w Sanoku, gdzie w 1903 ukończył VIII klasę i zdał egzamin dojrzałości (w jego klasie byli m.in. Leopold Dręgiewicz, Józef Ekkert, Ludwik Jus, Feliks Młynarski, Kazimierz Ślączka). Podczas nauki w Sanoku pozostawał pod opieką urzędników: Stanisława Biegi i Władysława Adamczyka. Odbył studia rolnicze w Lipsku.
W czasie I wojny światowej walczył w szeregach cesarskiej i królewskiej Armii. Jego oddziałem macierzystym był Pułk Ułanów Nr 2. W czasie służby awansował na kolejne stopnie w korpusie oficerów rezerwy kawalerii: podporucznika (1 lipca 1915) i porucznika (1 sierpnia 1917).
8 stycznia 1924 został zatwierdzony w stopniu majora ze starszeństwem z 1 czerwca 1919 i 44. lokatą w korpusie oficerów rezerwy kawalerii. Posiadał przydział w rezerwie do 9 Pułku Strzelców Konnych we Włodawie.

## Działalność polityczna
Był prezesem Koła Ziemian i Związku Oficerów Rezerwy w Skałacie. Poseł na Sejm Rzeczypospolitej Polskiej II kadencji (1928–1930) z województwa tarnopolskiego (nr 54 Tarnopol–Trembowla–Skałat–Zbaraż–Podhajce–Czortków–Buczacz–Husiatyn–Borszczów–Zaleszczyki) z listy BBWR. Zmarł 6 lipca 1930 w Kaczanówce w trakcie  sejmowej kadencji (Sejm został rozwiązany 30 sierpnia 1930).

## Życie prywatne
Mąż Janiny, córki Stanisława Świdrygiełło-Świderskiego, właściciela dóbr Barysz w powiecie buczackim oraz Kaczanówka w powiecie skałackim, z którą miał dzieci: Antoniego, Katarzynę i Hannę.

## Ordery i odznaczenia
- Krzyż Niepodległości – pośmiertnie 7 lipca 1931 roku „za pracę w dziele odzyskania niepodległości”[10]
- Signum Laudis Srebrny Medal Zasługi Wojskowej z mieczami na wstążce Krzyża Zasługi Wojskowej[11]
- Signum Laudis Brązowy Medal Zasługi Wojskowej z mieczami na wstążce Krzyża Zasługi Wojskowej[11]
- Krzyż Wojskowy Karola[11]